# تازة كند علي أباد
تازة كند علي أباد هي قرية في مقاطعة مراغة، إيران. عدد سكان هذه القرية هو 356 في سنة 2006.